# Arvicola amphibius
L'arvicola acquatica europea o ratto d'acqua (Arvicola amphibius Linnaeus, 1758, nota in passato come A. terrestris) è un mammifero roditore della famiglia dei Cricetidi. È diffusa in larga parte dell'Europa e dell'Asia.

## Descrizione

### Dimensioni
Testa e corpo sono lunghi complessivamente da 19 a 21 cm, cui si sommano gli 11 cm circa della coda. Il peso medio è di circa 120 g. I maschi sono in media leggermente più grossi e robusti rispetto alle femmine.

### Aspetto
La testa è grossa e di forma arrotondata, con muso tozzo e corto: gli occhi sono piccoli e neri, mentre le orecchie, piccole ed a forma di semicerchio, sono seminascoste dal pelo. Le zampe sono corte e tozze e nonostante le abitudini di vita semiacquatiche dell'animale le dita non presentano nemmeno un accenno di palmatura. La coda è piuttosto corta (meno del 75% della lunghezza del corpo) e ricoperta di peli.

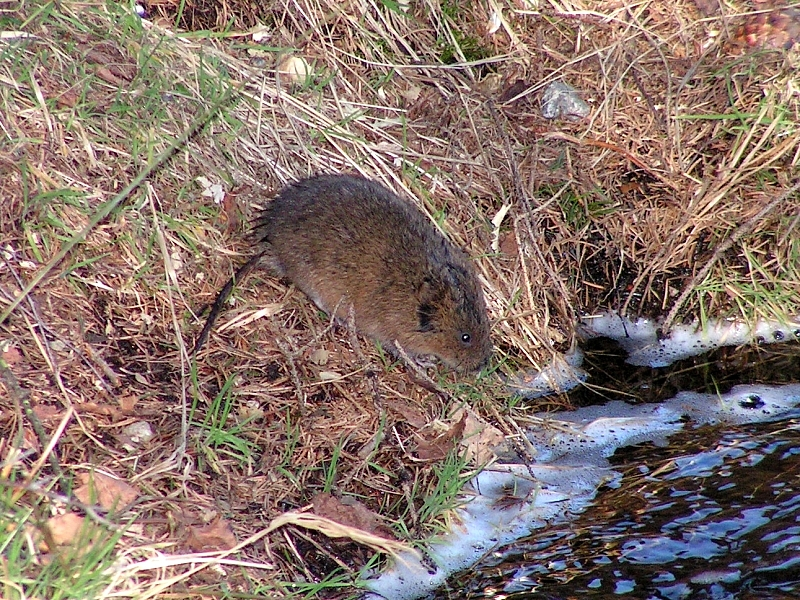
Arvicola acquatica, Monti Metalliferi, Germania.

La pelliccia è lunga e folta, dall'aspetto sericeo e dal colore che può variare nella zona dorsale, a seconda della sottospecie presa in considerazione, dal grigio scuro al bruno-rossiccio inferiormente, con presenza di grigio sulla groppa: nella femmina, generalmente, il colore tende sempre al marroncino. Il ventre invece è di colore chiaro, e va dal biancastro al grigio-giallastro.

## Distribuzione e habitat

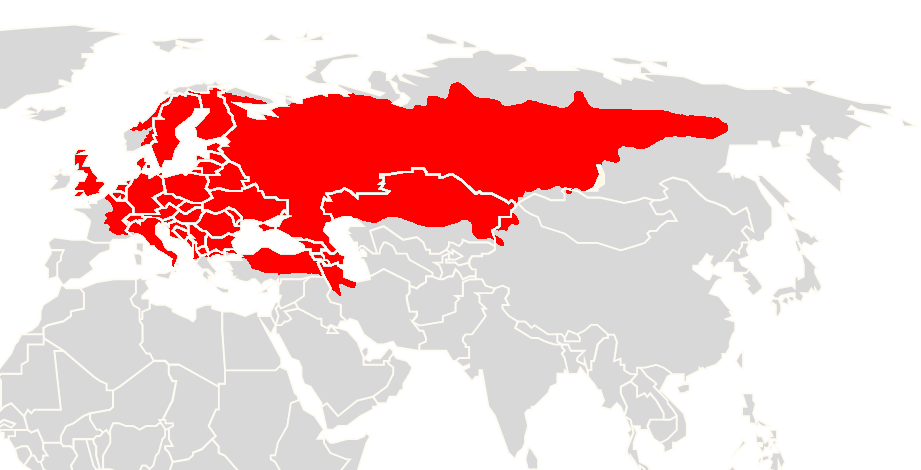
L'areale di Arvicola amphibius

L'arvicola acquatica è diffusa in un ampio areale, che comprende praticamente tutta l'Europa (ad eccezione di alcune zone della penisola iberica e della Francia, abitate dall'assai simile ed affine Arvicola sapidus), e si spinge ad est attraverso la Siberia, fin quasi alle coste del Pacifico, al Lago Baikal ed allo Xinjiang, mentre a sud giunge fino alla Turchia, e all'Iran.
In Italia la specie è diffusa praticamente in tutta l'area peninsulare con tre sottospecie (A. a. exitus nel Triveneto, A. a. italicus nel centro-nord e A. a. musignani nel centro-sud), mentre manca nelle aree a maggiore elevazione, occupate dall'Arvicola scherman (alcuni sostengono sia anch'essa una sottospecie di arvicola acquatica). Sebbene esistano vecchie segnalazioni indicanti la sua presenza anche in Sicilia, non si hanno a tutt'oggi informazioni certe al riguardo.
L'arvicola acquatica è legata alla presenza di acqua: la si trova perciò sulle rive di torrenti, fiumi, stagni e canali anche salmastri (purché provvisti di abbondante vegetazione riparia), così come nei prati umidi in aree comunque pianeggianti od anche lievemente collinari, mentre la sua presenza si fa via via più rara negli ambienti collinari più elevati.

## Tassonomia
La specie è divisa in numerose sottospecie: Arvicola amphibius amphibius, Arvicola amphibius cantabriae, Arvicola amphibius exitus, Arvicola amphibius ferrugineus, Arvicola amphibius hintoni, Arvicola amphibius italicus, Arvicola amphibius monticola, Arvicola amphibius musignani, Arvicola amphibius schermous, Arvicola amphibius terrestris.
L'arvicola acquatica montana (Arvicola scherman) è stata considerata in passato una sottospecie dell'arvicola acquatica europea col nome di Arvicola amphibius scherman. Secondo alcuni autori anche l'arvicola acquatica sud-occidentale (Arvicola sapidus) sarebbe in realtà una sottospecie di questi animali (Arvicola amphibius sapidus), tuttavia questo animale viene dai più considerato una specie a sé stante.

## Biologia
Questi animali tendono a vivere in gruppetti familiari comprendenti una coppia riproduttrice e due o più generazioni dei propri figli, che possono a loro volta riprodursi nell'ambito del gruppo: gli individui più giovani del gruppo tendono però a scacciare i più anziani. Si tratta di animali attivi perlopiù all'alba o al tramonto: alcuni studiosi sostengono invece che abbiano attività prevalentemente notturna, tuttavia al giorno d'oggi si ritiene che questi animali alternino periodi di riposo e di attività durante tutto l'arco delle ventiquattro ore.
Molto schivi ed elusivi, grazie al colore della loro pelliccia si mimetizzano nell'intrico della vegetazione riparia, e spesso chi entra più o meno accidentalmente nel loro territorio si accorge di loro solo sentendo il tonfo dell'animale che si getta in acqua per allontanarsi. Qualora inseguita, l'arvicola acquatica può raggiungere i 5 km/h nuotando sott'acqua, anche se ha scarsa resistenza e dopo un veloce scatto si dirige immediatamente alla prima entrata sommersa della propria tana o corre a nascondersi nel fitto della vegetazione. Qualora in pericolo, tuttavia, l'arvicola acquatica può contare sul sostegno dei maschi del suo gruppo, che qualora si accorga della situazione critica di uno dei membri si avvicendano nell'azzuffarsi contro il nemico, mentre le femmine e i cuccioli battono in ritirata al sicuro nella tana.
L'arvicola acquatica delimita dei territori che possono estendersi fino a 300 m² e che delimita tramite delle ghiandole odorifere che possiede sui fianchi: per marcare il territorio, l'animale strofina le zampe posteriori sulle ghiandole, in modo tale da impregnarsi la pianta callosa dei piedi, per poi percorrere dei tragitti specifici. Nell'ambito del proprio territorio, l'animale scava tunnel lunghi e tortuosi che in inverno possono misurare anche 35 m, mentre in estate vengono ampliati fino a 75 m: l'animale scava a gran velocità con le zampe anteriori, gettando fuori la terra con quelle posteriori. Le pietre che l'animale incontra lungo il suo tragitto sotterraneo vengono rimosse aiutandosi coi forti denti, mentre qualsiasi radice che impedisca l'avanzamento viene mangiata. Ciascun sistema di gallerie comprende numerose entrate, alcune delle quali (spesso anche tutte) subacquee, un paio di camere utilizzate dall'animale per riposare, e a tale scopo imbottite di fieno e pelo, e altre nelle invece l'animale immagazzina il cibo per poi farne uso nei periodi di magra. Le latrine, invece, non si trovano nel nido, bensì sono poste ai limiti del territorio: si ritiene pertanto che esse svolgano un ruolo di una certa importanza nella ricerca del partner e/o nella demarcazione del territorio.

### Alimentazione
Il cibo delle arvicole acquatiche consiste principalmente in erbe succulente (liliacee, lisimachia, carice) che crescono lungo le rive dei corsi d'acqua sulle rive dei quali vive, ma mangiano anche cariossidi (frumento, avena, miglio) e, qualora se ne presenti l'occasione, anche frutti, dei quali vanno molto ghiotte. Si pensa che talvolta mangino anche lumache d'acqua dolce, larve e insetti.
Durante il periodo estivo l'arvicola d'acqua arriva anche a raddoppiare il proprio peso, per poi scendere a livelli ottimali durante l'inverno: inoltre, le arvicole sono solite accumulare semi, noci, ghiande e rizomi di coda di cavallo in apposite camere scavate nella propria tana, per poi farne uso nei periodi di piogge insistenti (nonostante abbia abitudini semiacquatiche, infatti, durante le piogge tende a non muoversi dalla tana) e durante l'inverno, in quanto si tratta di una specie che non va in letargo.

### Riproduzione
I maschi hanno territori di dimensioni maggiori rispetto a quelle delle femmine, in modo tale che il proprio territorio si sovrapponga parzialmente a quello di una o più di esse: durante la stagione degli amori, che va da aprile a ottobre, i maschi combattono aspramente fra loro per conquistarsi il diritto di accoppiamento con le femmine, che tuttavia si accoppiano promiscuamente con più maschi, come dimostrato da analisi genetiche.
La gestazione dura mediamente tre settimane, al termine delle quali la femmina dà alla luce fra i tre e gli otto cuccioli, ciechi (gli occhi verranno aperti a cinque giorni di vita) e inermi: con l'approssimarsi del parto, essa (talvolta con l'ausilio del maschio) comincia a costruire presso la sponda o in un tronco cavo un nido dalle pareti assai spesse e dalla forma sferica, ottenuto intrecciando canne ed erbe. A volte, la femmina può utilizzare ai suoi scopi anche nidi abbandonati di uccelli, che vengono però irrobustiti e rinforzati.
Subito dopo il parto, la femmina va nuovamente in estro e può perciò essere nuovamente ingravidata. I cuccioli aprono gli occhi attorno ai cinque giorni di vita, mentre a dieci giorni il manto rossiccio che rappresenta la loro prima copertura è completamente cresciuto: esso tuttavia non è impermeabile e perciò fino a circa due settimane essi evitano di entrare volontariamente in acqua, pur aggirandosi nei pressi del nido. Lo svezzamento della nidiata avviene fra le due e le tre settimane di vita, perciò i cuccioli si allontanano dalla madre poco prima che essa partorisca nuovamente: in tal modo, ciascuna femmina può portare a termine con successo fino a quattro nidiate all'anno. I cuccioli sono sessualmente maturi a cinque settimane di vita: se ne deduce che la prima nidiata della stagione è in grado di riprodursi durante la sua prima estate di vita, mentre gli ultimi nati dovranno aspettare l'anno successivo prima di potersi accoppiare.
In natura, questi animali sopravvivono in media solo 5 mesi: la maggior parte dei nuovi nati, infatti, non sopravvive al suo primo inverno, mentre gli esemplari di età superiore all'anno vengono scacciati dalle tane dai loro discendenti e vagano senza meta, divenendo facili prede. In cattività, invece, possono vivere fino a cinque anni, anche se già a partire dal terzo anno di vita perdono gran parte del pelo e divengono sempre più emaciati.